# Pražské Quadriennale

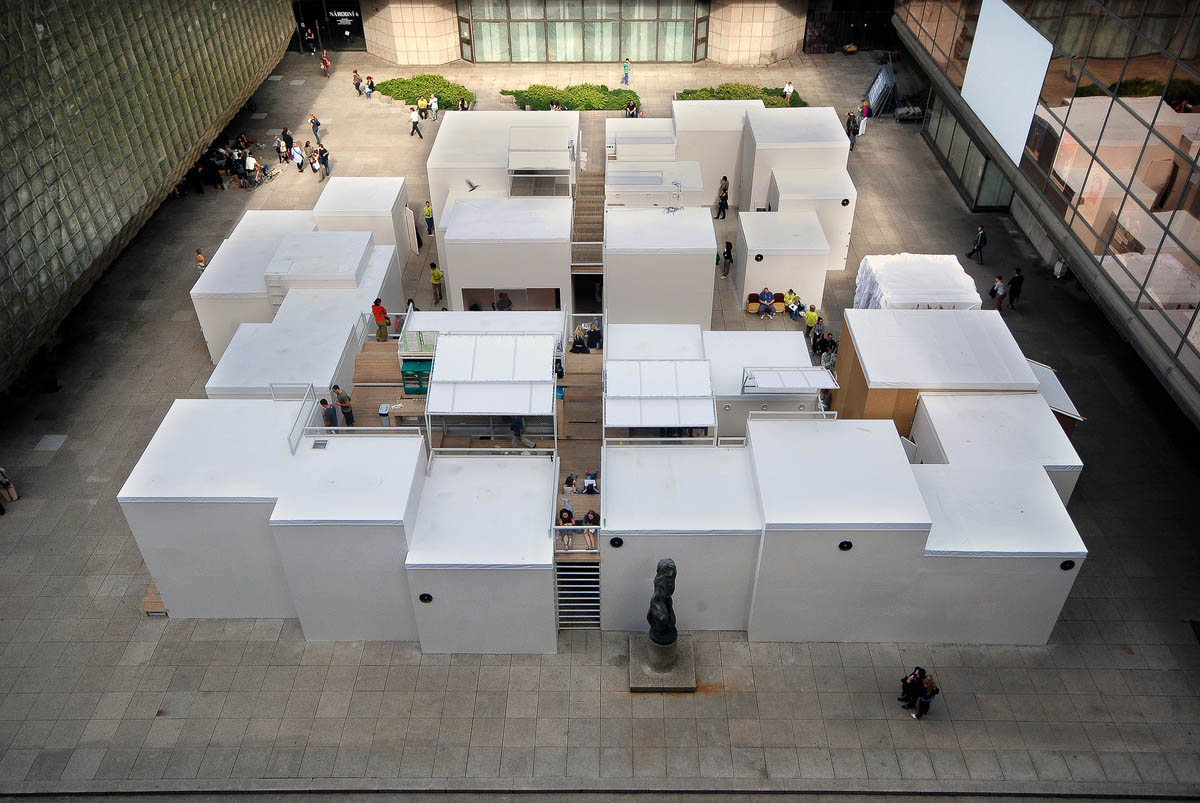
Pražské Quadriennale 2011, intervence s názvem Intersection

Pražské Quadriennale scénografie a divadelního prostoru (anglicky Prague Quadrennial of Performance Design and Space, zkracováno jako PQ) je mezinárodní výstava a festival věnovaný scénografii, performančnímu designu a divadelnímu prostoru. Koná se jednou za čtyři roky v Praze a je nejvýznamnější událostí svého druhu na světě.
Akci pořádá Ministerstvo kultury České republiky a organizuje ji Národní institut pro kulturu. Cílem PQ je mapování a prezentace současné scénografie, podpora inovací v této oblasti a zprostředkování dialogu mezi profesionály, studujícími a širší veřejností. Uměleckou ředitelkou Pražského Quadriennale je od roku 2024 Barbora Příhodová.
Poslední ročník PQ proběhl v roce 2023 a jeho příští ročník proběhne v termínu 8.–17. června 2027.

## Pražské Quadriennale 2023
15. Pražské Quadriennale se konalo termínu od 8.–18. června 2023 ve třech hlavních lokacích: Holešovická tržnice, Divadelní fakulta Akademie múzických umění v Praze a Veletržní palác Národní galerie Praha, a na řadě veřejných míst v Praze. Ročníku se aktivně zúčastnilo asi 2000 tvůrců a 11 tisíc akreditovaných návštěvníků. Celková návštěvnost programu včetně akcí zdarma ve veřejném prostoru dosáhla několika desítek tisíc diváků. Ve dvou tradičních soutěžních výstavách prezentovalo své expozice 59 zemí a regionů.

## Zaměření a charakter akce
Pražské Quadriennale prezentuje současnou scénografii a divadelní prostor v celosvětovém měřítku. Akce kombinuje výstavní formáty a prvky festivalu živého umění, a propojuje prezentaci scénografických konceptů s performativními akcemi. Program PQ zahrnuje stovky výstav, instalací, performancí, workshopů a odborných diskuzí.

### Programová struktura
Každý ročník Pražského Quadriennale se skládá z několika programových sekcí, soutěžního i nesoutěžního charakteru. Jejich počet a zaměření se mezi jednotlivými ročníky vyvíjí v závislosti na koncepci daného ročníku. Většinu programových sekcí obsahově připravuje mezinárodní kurátorský tým PQ, zatímco díla ve druhé části programové struktury jsou připraveny a kurátorovány zástupci zúčastněných zemí a regionů. V posledních ročnících se program kurátorovaný účastnickými zeměmi a regiony soustředí do dvou výstav:
- Výstava zemí a regionů
- Studentská výstava

Mimo těchto dvou tradičních výstav je pro rok 2027 plánováno sedm programových sekcí připravených mezinárodním kurátorským týmem PQ:
- PQ Performance Space – výstavní sekce věnovaná divadelní a performativní architektuře
- PQ Talks – odborná kritická diskusní platforma
- PQ Performance – program živých představení na jevišti i mimo něj
- PQ Studio – vzdělávací platforma pro studující i aktivní tvůrce
- PQ Publication Cultures – program zaměřený na znalostní komunity a publikační činnost věnovanou scénografii
- PQ Hive – program pro širokou veřejnost, děti, mladé lidi a rodiny
- PQ 60 – program k příležitosti 60. výročí PQ[8]

Součástí programu PQ bývá také přehlídka tvorby umělců a umělkyň působících v Česku, doprovodný hudební program a další profesní a networkingové aktivity.
V období mezi ročníky Pražské Quadriennale zároveň poskytuje mezinárodní platformu pro kontinuální projekty zaměřené na vzdělávání, výstavy, profesionální výměny a stáže, publikace, vlastní umělecké projekty a mezinárodní symposia v oblasti současné scénografie.

### Kurátorský tým
Členy kurátorského týmu 16. Pražského Quadriennale jsou brazilský scénograf a pedagog Renato Bolelli Rebouças, britská teoretička a autorka Rachel Hann, chilský režisér, scénograf a performer Pedro Gramegna Ardiles, portugalská architektka, scénografka a kulturní mediátorka Sara Franqueira, scénografka, pedagožka a umělecká ředitelka posledních dvou ročníků Quadriennale Markéta Fantová, česko-britský divadelní historik, překladatel a autor Pavel Drábek a výzkumnice a kurátorka Anna Hejmová.

### Téma
Každý ročník PQ se soustředí na určité téma, které navrhuje umělecké vedení. Téma poskytuje základní ideový rámec pro vystavující a odráží se v otevřených výzvách programových sekcí kurátorovaných týmem PQ, vizuální identitě ročníku, komunikaci a doprovodný materiálech.
Tématem nadcházejícího 16. ročníku jsou Absence a ticha; jako prostory možností pro scénografické vize budoucnosti.

### Ocenění
Část programových sekcí Pražského Quadriennale má soutěžní charakter. O udělení ocenění rozhoduje mezinárodní porota. Hlavním oceněním PQ je Zlatá Triga, která je udělována za nejlepší expozici ve Výstavě zemí a regionů nebo ve Studentské výstavě. Název ocenění odkazuje k sousoší koňských trojspřeží s okřídlenou bohyní Niké, umístěnému na budově Národního divadla, jehož autorem byl sochař Bohuslav Schnirch.
Mezinárodní porota může udělit i další ocenění. V roce 2023 jimi byly například ocenění za nápaditý koncept výstavy, inovativní scénografické řešení, týmovou spolupráci, zapojení komunit a mezikulturní dialog či zdařilou reflexi aktuálních témat.

## Vznik akce, přehled ročníků a míst konání

### Předpoklady vzniku Pražského Quadriennale
Jedním z významných prostředků propagace nově vzniklého československého státu na mezinárodní úrovni byla na přelomu první a druhé poloviny 20. století prezentace československých národních pavilonů na světových výstavách (EXPO). Scénografické artefakty byly v rámci expozice poprvé prezentovány na Mezinárodní výstavě umění a techniky v moderním životě na světové výstavě v Paříži v roce 1937. Vystaveny byly scénografické návrhy Františka Kysely, Vlastislava Hofmana, Bedřicha Feuersteina, Františka Muziky, Miroslava Kouřila, Františka Tröstera, Antonína a Charlotte Heythumových a Ladislava Sutnara.

### Československá scénografie na Bienále v São Paulu
Specifičtěji pak kořeny Pražského Quadriennale sahají do roku 1959, kdy československá výprava na Bienále v São Paulu uspořádala speciální výstavu navrženou scénografem a architektem Františkem Trösterem, která ilustrovala vývoj českého a slovenského scénického výtvarnictví v letech 1914–1959. Československo za tuto expozici získalo cenu brazilského prezidenta Juscelino Kubitschka a nejlepší zahraniční expozice a sám Tröster obdržel zlatou medaili jako nejlepší zahraniční scénograf. Na následujícím ročníku Bienále v roce 1961 získal zlatou medaili Josef Svoboda, a stejně tak v roce v roce 1963 získal zlatou medaili v sekci scénografie Jiří Trnka a československá expozice potřetí Hlavní cenu prezidenta João Goularta. Zlaté medaile za scénografie následně získali také v roce 1965 Ladislav Vychodil a na desátém ročníku Bienále v roce 1969 také Vladimír Nývlt.
V návaznosti na tyto úspěchy československých scénografů nakonec vzešel apel mezinárodní komunity, aby Československo v Praze uspořádalo pravidelnou mezinárodní výstavu zaměřenou specificky na scénografii.

### Vlastní historie Pražského Quadriennale
Poprvé se Pražské Quadriennale uskutečnilo v roce 1967 a byl zvolen čtyřletý cyklus. První ročník výstavy byl uspořádán v Bruselském pavilonu, který byl do Prahy přivezen z mezinárodní výstavy Expo 58, a nacházel v Parku kultury a oddechu Julia Fučíka - v areálu dnešního Výstaviště Praha. Již tehdy byla ustanovena hlavní cena přehlídky Zlatá triga, kterou jako první získala Francie. Na prvním ročníku PQ prezentovalo svoji tvorbu 327 scénografů z 20 zemí světa.
V prostorách Bruselského pavilonu se přehlídka konala do 4. ročníku v roce 1979. Následující ročníky PQ probíhaly převážně v prostorách Sjezdového, dnes Průmyslového paláce Výstaviště Praha. Výjimkou byl sedmý ročník PQ (1991), který se konal v Paláci kultury, dnešním Kongresovém centru. Kvůli požáru Průmyslového paláce byl 12. ročník (2011) přesunut do Veletržního paláce Národní Galerie Praha a 13. ročník (2015) se konal v několika prostorách v historickém centru Prahy (Clam-Gallasův palác, Colloredo-Mansfeldský palác, Betlémská kaple – Lapidárium, Náprstkovo muzeum, Kostel sv. Anny či Kafkův dům). V roce 2019 proběhl 14. ročník Quadriennale opět na Výstavišti. Hlavní lokací poslední PQ v roce 2023 byla Holešovická tržnice.
Dílčí výstavy a živé akce PQ se historicky konaly například také ve Valdštejnské jízdárně, v budově a okolí DAMU, na ostrově Štvanice, na Staroměstském či Václavském náměstí, Letenské pláni a řadě dalších veřejných míst v Praze.
Hlavním místem konání příštího 16. ročníku Pražského Quadriennale, bude v termínu 8.–17. června 2027 Výstaviště Praha.